# María Amelia Caracuel del Olmo
María Amelia Caracuel de l'Olmo (Cañete de las Torres, Espanya, 10 de juliol de 1954), és una política espanyola.
Va ser diputada per  Còrdova. Diputada de la  VII i  VIII Legislatura. Diplomada en Dret. Regidora.

## Activitat professional
- Portaveu adjunta de la Comissió de Treball i Afers Socials
- Vocal de la Comissió de Cultura
- Vocal de la Comissió no perm. per a les polítiques integrals de la discapacitat